# Падуре (Алба)
Падуре (рум. Pădure) насеље је у Румунији у округу Алба у општини Бучердеа-Граноаса. Општина се налази на надморској висини од 310 m.

## Становништво
Према подацима из 2002. године у насељу је живело 25 становника.

### Попис2002.
| Расподела становништва по националности 2002.‍ | Расподела становништва по националности 2002.‍ | Расподела становништва по националности 2002.‍ | Расподела становништва по националности 2002.‍ | Расподела становништва по националности 2002.‍ |
| --------------------------------------------- | --------------------------------------------- | --------------------------------------------- | --------------------------------------------- | --------------------------------------------- |
|                                               |                                               |                                               |                                               |                                               |
| Румуни                                        | Румуни                                        |                                               | 13                                            | 52,0%                                         |
| Мађари                                        | Мађари                                        |                                               | 12                                            | 48,0%                                         |